# Valnera
Valnera es un barrio del municipio español de Valle de Carranza, perteneciente a la provincia de Vizcaya, en la comunidad autónoma del País Vasco.

## Toponimia
El lugar puede aparecer referido con las grafías «Valnera» y «Balnera».

## Historia
Hacia finales del siglo XIX, el lugar, ya por entonces perteneciente a Valle de Carranza, tenía contabilizada una población de alrededor de cuarenta habitantes. Aparece descrito en el segundo volumen del Diccionario geográfico, estadístico, histórico, biográfico, postal, municipal, marítimo y eclesiástico de España y sus posesiones de ultramar de Pablo Riera y Sans con las siguientes palabras:

BALNERA.—B. agreg. al ayunt. de Carranza, del que dista 8 k. Cuenta sobre unos 40 hab. y 9 edif. — Org. civ. Corresponde á la prov. de Vizcaya, y pertenece al 2.º dist. de su part. jud. para las elecciones de diputados provinciales y al dist. de Valmaseda para las de Córtes.—Org. mil. C. G. de las Provincias Vascongadas y C. M. de Vizcaya. — Org. ecle. Pertenece á la dióc. de Vitoria y al arciprestazgo de Valmaseda. Tiene una iglesia parroquial que está bajo la advocacion del apóstol San Pedro y su curato corresponde á la categoría de los urbanos de entrada. — Org. jud. Forma parte del part. jud. de Valmaseda y está bajo la jurisdiccion de la aud. territ. de Búrgos.—Org. econ. Para el pago de impuestos depende, con su municipio, de la admon. econ. de Bilbao.—S. púb. Recibe la corr. por cn. de Bilbao á Ramales, esf. de Valmaseda y car. de Sopuerta.—Ob. púb. y med. de com. Se sirve de los caminos que posee su municipio.—Art., of. ind. Su ind. es la agrícola.—Pob. La forman un reducido número de casas y ninguna de ellas ofrece nada que se adigno de especial relato.—Sit. geog. y top. Se encuentra fundado en la demarcacion terr. del ayunt. que arriba se menciona, y en el artículo que á éste se refiere se encuentra cuanto se relaciona con aquellos conceptos.
(Riera y Sans, 1882, p. 96)